# Hule (rejon miadzielski)
Hule (biał. Гулі; ros. Гули) – wieś na Białorusi, w obwodzie mińskim, w rejonie miadzielskim, w sielsowiecie Słoboda.

## Historia
Wieś będąca od XVII wieku do II wojny światowej własnością rodu Snarskich. Ostatnią właścicielką była Konstancja Snarska, a siedziba majątku z dworem znajdowała się 1,5 km na północny wschód od wsi. Pozostały po nim tylko ruiny gorzelni. W czasach zaborów w gminie Żośna, w powiecie wilejskim, w guberni wileńskiej Imperium Rosyjskiego.
W latach 1921–1945 wieś leżała w Polsce, w województwie wileńskim, w powiecie duniłowickim, od 1926 w powiecie postawskim, w gminie Żośno.
Według Powszechnego Spisu Ludności z 1921 roku zamieszkiwało tu 355 osób, 30 było wyznania rzymskokatolickiego, 325 prawosławnego. Jednocześnie 28 mieszkańców zadeklarowało polską przynależność narodową, 327 białoruską. Było tu 64 budynków mieszkalnych. W 1931 w 83 domach zamieszkiwało 407 osób.
Wierni należeli do parafii rzymskokatolickiej w Wesołusze i prawosławnej w Żośnie. Miejscowość podlegała pod Sąd Grodzki w Miadziole i Okręgowy w Wilnie; właściwy urząd pocztowy mieścił się w Słobodzie Żośniańskiej.
W wyniku napaści ZSRR na Polskę we wrześniu 1939 miejscowość znalazła się pod okupacją sowiecką. 2 listopada została włączona do Białoruskiej SRR. Od czerwca 1941 roku pod okupacją niemiecką. W 1944 miejscowość została ponownie zajęta przez wojska sowieckie i włączona do obwodu mińskiego Białoruskiej SRR.
Od 1991 w składzie niepodległej Białorusi.

## Ruiny renesansowej kaplicy z XVII w.
W odległości 1 km na północny wschód od wsi, przy szosie Miadzioł - Dokszyce widoczne są ruiny renesansowej kaplicy grobowej Snarskich zbudowanej prawdopodobnie w połowie XVII wieku. Kaplicę wzniesiono na terenie majątku rodu Snarskich z siedzibą w dworze Stare Żośno. Przypuszczalnie także Snarscy byli fundatorami kaplicy. Obecnie zostały z niej tylko szczątki po wysadzeniu dynamitem w latach 50. XX wieku. Architektura fasady daje podstawy do uznania, że był to najbardziej na wschód położony obiekt w stylu renesansu lubelskiego na co wskazuje ozdobny trójkątny szczyt, brak wieży, prosty plan nawy, okrągła lukarna. Dawniej wnętrze przykrywało sklepienie krzyżowe